# Tenellia fuscata
Tenellia fuscata är en snäckart som först beskrevs av Gould 1870.  Tenellia fuscata ingår i släktet Tenellia och familjen Tergipedidae. Inga underarter finns listade i Catalogue of Life.